# Jean Dehelly
Pour les articles homonymes, voir Dehelly.
Jean Louis Léon Dehelly, né le 8 mars 1896 à Paris 6e et mort le 1er août 1964 à Paris 15e, est un peintre et acteur français.
Il est le fils de l'acteur Émile Dehelly, sociétaire de la Comédie-Française.

## Biographie
Il expose au Salon des indépendants en 1927.

## Filmographie partielle
- 1909 : L'Enfant prodigue de Georges Berr
- 1921 : La Maison des pendus de Henry Houry
- 1922 : Rouletabille chez les bohémiens de Henri Fescourt
- 1925 : Les Élus de la mer de Marcel Dumont et Gaston Roudès
- 1925 : Les Petits de Gaston Roudès
- 1926 : Graziella de Marcel Vandal : Alphonse de Lamartine
- 1927 : Le Mariage de mademoiselle Beulemans de Julien Duvivier
- 1929 : Ces dames aux chapeaux verts d'André Berthomieu
- 1929 : Les Fourchambault de Georges Monca
- 1930 : Fumées de Georges Benoît et André Jaeger-Schmidt
- 1930 : Verdun, visions d'histoire de Léon Poirier
- 1930 : L'Équipe de Jean Lods
- 1931 : La Voie du bonheur de Léo Joannon
- 1932 : L'Amour en vitesse  de Johannes Guter et Claude Heymann
- 1934 : Votre sourire de Monty Banks et Pierre Caron